# Stretto di Makassar
Lo stretto di Makassar o di Makasar (in indonesiano Selat Makasar) è un braccio di mare dell'oceano Pacifico meridionale che separa il Borneo da Celebes, in Indonesia. Esso mette anche in comunicazione il mare di Celebes, a nord, con il mar di Giava, a sud. Lo stretto prende il nome dalla città di Makassar, capitale della provincia di Sulawesi Meridionale. Il fiume Mahakam sfocia nello stretto. 
Lo stretto ha una lunghezza di 730 km e una larghezza fra i 120 e i 300 km. La profondità massima è di 2458 metri. La temperatura dell'acqua in superficie oscilla intorno a 28 °C e la salinità tra il 32% in inverno e il 34% in estate. Lo stretto costituisce anche una parte della cosiddetta linea di Wallace, un confine suggerito dal naturalista inglese Alfred Russel Wallace per dividere il Pacifico in due parti distinte dal punto di vista biologico e zoologico. 
I principali porti lungo lo stretto sono Balikpapan nel Borneo, Makassar e Palu nel Sulawesi. La città di Samarinda è situata a 48 km dallo stretto, sulle rive del Mahakam.

## Storia
Durante la seconda guerra mondiale, nel 1942, nello stretto si svolsero numerose battaglie navali e aeree tra i giapponesi e gli Alleati.